# Lahja Exner
Lahja Exner, född Kukkula 15 februari 1939 i Lahtis, Finland, är en svensk tidigare textilarbetare och socialdemokratisk politiker.
Exner, som är dotter till handelsresande Jalmari Kukkula och husmor Bertta Palmén, utexaminerades från finländsk realskola 1952, genomgick ämneskurser 1964–1966 och facklig utbildning 1968–1976. Hon var textilarbetare på Saxylle-Kilsund AB i Borås 1957–1979, facklig funktionär 1975–1979 och riksdagsledamot för Älvsborgs läns södra valkrets 1979–1994.
Exner blev styrelseledamot i en socialdemokratisk förening i Borås 1970, i partidistriktet 1976 och ledamot av partistyrelsen 1981. Inom Sveriges socialdemokratiska kvinnoförbund (SSKF) blev hon distriktsordförande 1984, var suppleant i förbundsstyrelsen 1984–1987 och blev ledamot av denna 1987. Hon har även varit ledamot av Statens Invandrarverks styrelse och Banque Indosuez i Sverige. Hon var medarbetare i tidningen Beklädnadsfolket 1970–1979 och i tidningen Demokraatti från 1980.